# (9471) Ostend
(9471) Ostend est un astéroïde de la ceinture principale.

## Description
(9471) Ostend est un astéroïde de la ceinture principale. Il fut découvert le 26 juillet 1998 à La Silla par Eric Walter Elst. Il présente une orbite caractérisée par un demi-grand axe de 2,79 UA, une excentricité de 0,09 et une inclinaison de 2,4° par rapport à l'écliptique.

## Compléments